# Antrocephalus nasutus
Antrocephalus nasutus (лат.) — вид мелких хальциноидных наездников рода Antrocephalus из семейства Chalcididae. Юго-Восточная Азия, в том числе, Вьетнам, Индия, Индонезия (West Irian), Малайзия, Папуа Новая Гвинея, Сингапур, Филиппины.

## Описание
Мелкие перепончатокрылые хальциды. Основная окраска чёрная (ноги светлее, до красновато-коричневого). Передние крылья с коричневым затемнением. Усики 11-члениковые. Виски с продольным желобком. Лапки 5-члениковые. Грудь выпуклая. Задние бёдра утолщённые и вздутые.
Предположительно, как и другие виды своего рода паразитируют на куколках бабочек (Lepidoptera).
Вид был впервые описан в 1868 году шведским гименоптерологом профессором Августом Эмилем Холмгреном (August Emil Algot Holmgren, 1829—1888) под первоначальным названием Haltichella nasuta Holmgren, 1868, а его валидный статус подтверждён в 2016 году индийским энтомологом академиком Текке Куруппате Нарендраном (Narendran T.C.; Zoological Survey Of India, Калькутта, Индия) и голландским гименоптерологом К. ван Ахтенбергом (Cornelis van Achterberg; Naturalis, Лейден, Нидерланды) по материалам из Вьетнама.